# Тсуга западная
Тсуга западная (лат. Tsuga heterophylla) — один из видов крупных хвойных деревьев рода Тсуга, семейства Сосновые (Pinaceae).
Является деревом-символом штата Вашингтон.

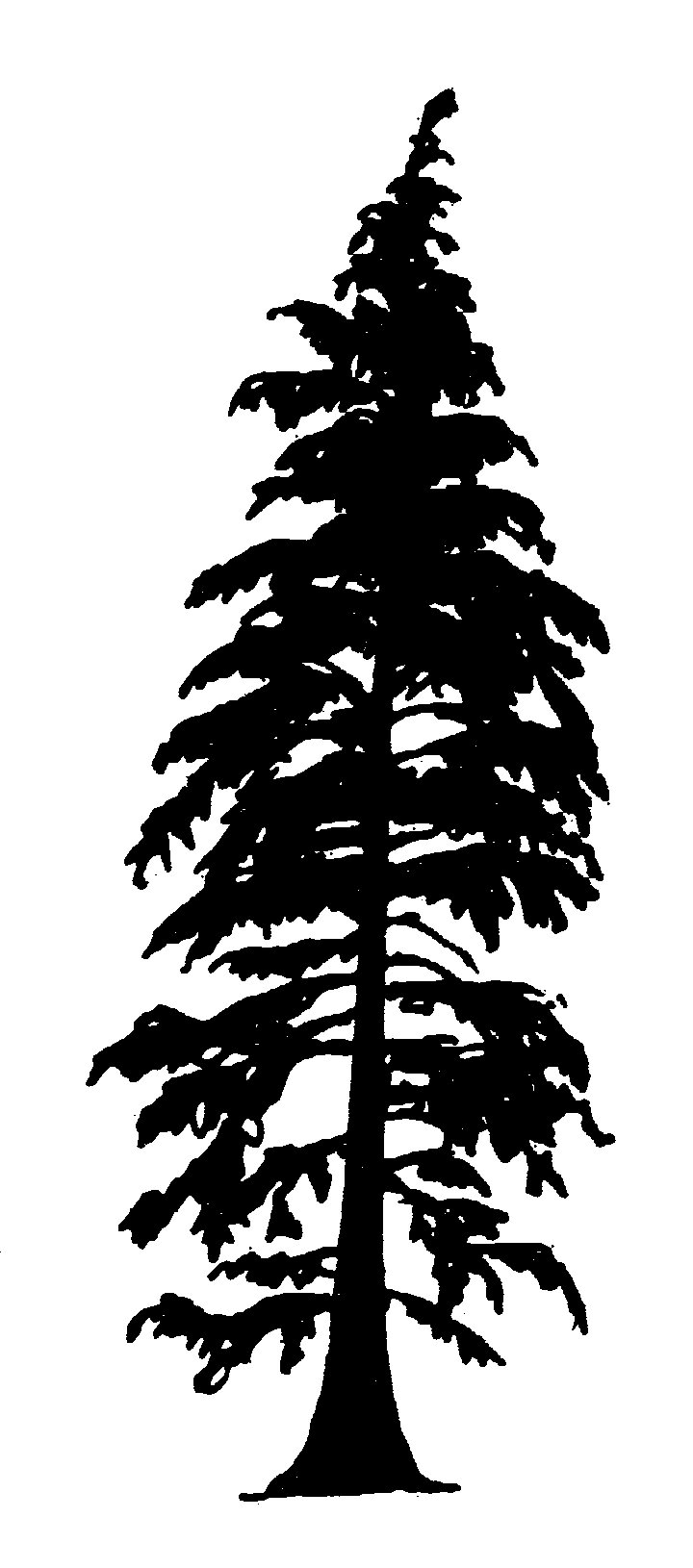
Форма кроны

## Распространение и среда обитания
Распространена на западном побережье Северной Америки от Аляски до северной Калифорнии. Растёт вместе с туей складчатой (thuja plicata), елью ситхинской (picea sitchensis), кипарисовиком Лоусона (chamaecyparis lawsoniana) и пихтой одноцветной (abies concolor) в Скалистых горах.
Существует две популяции: морская и горно-континентальная. Горно континентальная популяция селится в Скалистых горах, а морская — в полосе туманов, в мягком климате с обильными осадками, мягкой зимой и длительным тёплым летом. Континентальная условиях меньшего количества осадков, более суровой зимой и более жарким летом. В условиях разведения в Средней полосе России рекомендована континентальная популяция, которая значительно реже обмерзает и вполне устойчива в данном климате. Зона морозостойкости USDA 5 (-23.1—28.8)

## Ботаническое описание
Большие вечнозелёные хвойные деревья, достигающие в высоту 50—70 м, высочайшие экземпляры — 82 м. Диаметр ствола достигает 2,7 м. Кора тонкая со складками, коричневого цвета. Крона конической формы.

## Хозяйственное значение и применение
Тсуга западная активно применяется в садовом озеленении по всему миру. В России лучшего развития достигает на побережье Чёрного и отчасти Балтийского морей. В средней полосе России также культивируется, но уступает по устойчивости тсуге канадской. Требует умеренно влажные и плодородные почвы. В ландшафтном дизайне применяется как солитер или как компонент композиции. Прекрасно сочетается с каштанами, кедрами и лиственницами. Имеет карликовые формы.

## Синонимы

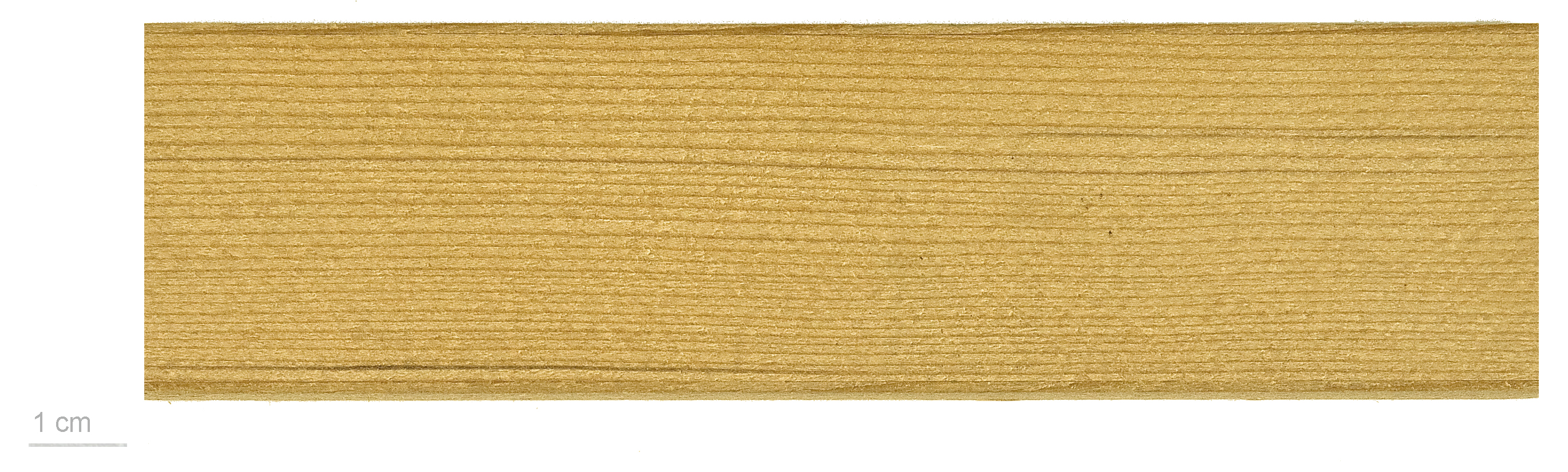

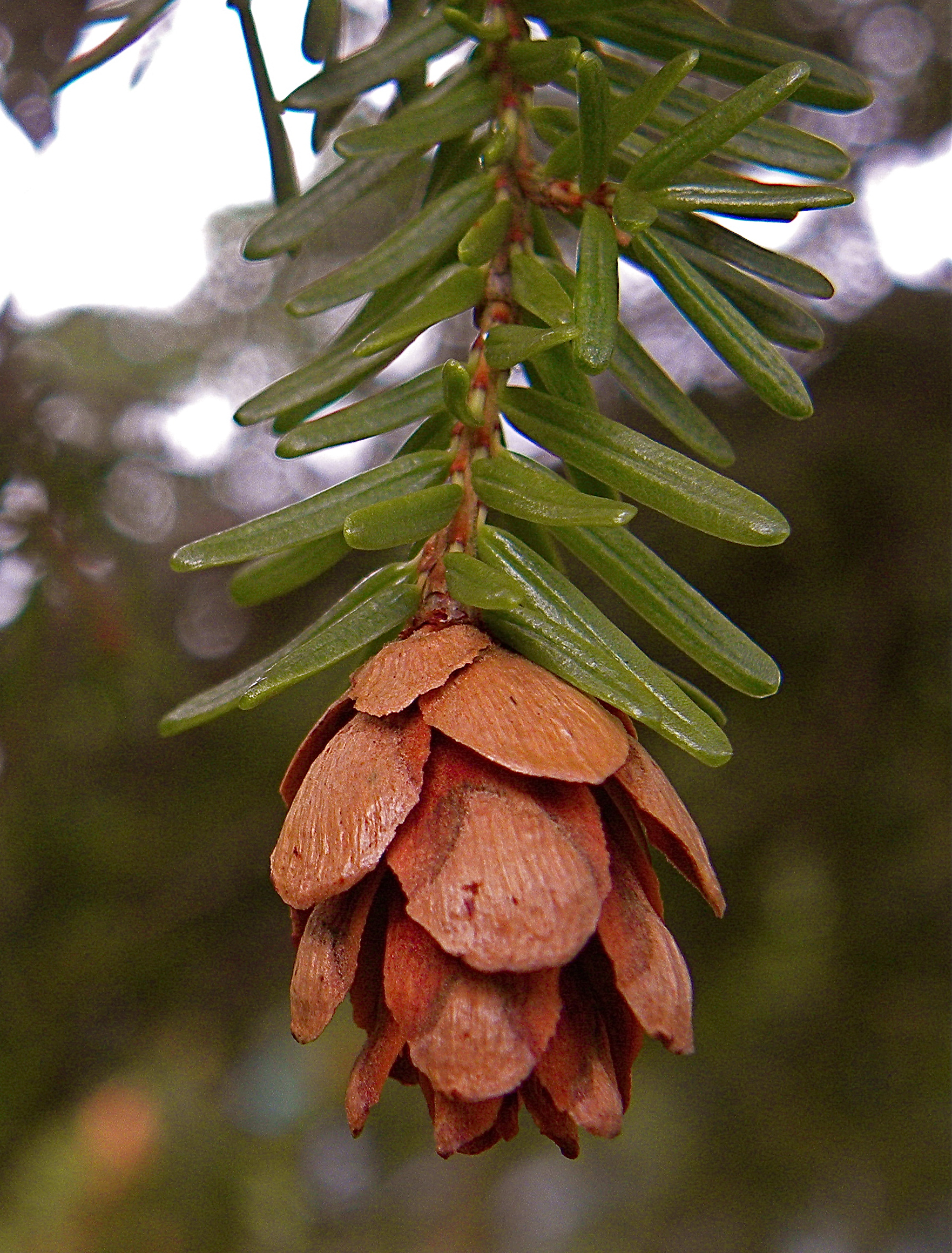

- Abies albertiana A.Murr.
- Abies bridgesii Kellogg
- Abies heterophylla Raf.
- Abies microphylla Raf.
- Pinus pattoniana W.R.McNab nom. illeg.
- Tsuga albertiana (A.Murr.) Sénécl.